# Balod (ort i Indien)
Balod är en ort i Indien.   Den ligger i distriktet Durg och delstaten Chhattisgarh, i den centrala delen av landet, 1 000 km söder om huvudstaden New Delhi. Balod ligger 329 meter över havet och antalet invånare är 22 275.
Terrängen runt Balod är platt. Runt Balod är det ganska tätbefolkat, med 239 invånare per kvadratkilometer. Det finns inga andra samhällen i närheten. I omgivningarna runt Balod växer huvudsakligen savannskog.